# ブルータスの心臓-完全犯罪殺人リレー
『ブルータスの心臓-完全犯罪殺人リレー』（ブルータスのしんぞう かんぜんはんざいさつじんリレー）は、東野圭吾の推理小説。単行本は光文社カッパ・ノベルスから1989年に刊行され、1993年に光文社文庫版が刊行された。2009年9月に新装版が刊行された。
キャッチコピーは、「約束された未来のため、男は殺人へと走る！」 
2011年6月17日に藤原竜也主演でテレビドラマが放送された。

## あらすじ
産業機器メーカーMM重工で、人工知能ロボットの開発に携わる末永拓也が窮地に陥った。妊娠した愛人・雨宮康子が、堕胎を拒んだためである。
上昇志向の強い拓也は、専務の女婿になるという目論見を持っており、事態の露見は、野望の頓挫を意味する。
そんな中、打開策を見出せない状態に焦りを覚えていた拓也に、意外な提案を持ち掛ける人物が現れた。共同作業で康子を殺害しようというのである。男達の、完全犯罪殺人リレーがスタートした。

## 登場人物
末永拓也（すえなが たくや）
産業機器メーカーMM重工勤務。職務は人工知能ロボットの研究開発。殺人リレー計画参加者
雨宮康子（あまみや やすこ）
拓也の愛人。MM重工役員室勤務
仁科直樹（にしな なおき）
拓也の上司。MM重工開発企画室長・専務の息子。殺人リレー計画の発案者
橋本敦司（はしもと あつし）
拓也の同僚。殺人リレー計画参加者
仁科敏樹（にしな としき）
MM重工専務取締役。直樹の父
仁科星子（にしな ほしこ）
敏樹の次女。アメリカ留学から帰ってくる
宗方伸一（むなかた しんいち）
MM重工航空機事業部研究主任。敏樹の長女の夫
中森弓絵（なかもり ゆみえ）
MM重工開発企画室勤務
酒井悟郎（さかい ごろう）
MM重工工場作業員。弓絵の幼馴染
高島勇二（たかはし ゆうじ）
MM重工工場作業員。弓絵の婚約者。1年前に死亡
佐山総一（さやま そういち）
警視庁捜査一課刑事

## 書籍情報
- 単行本：『ブルータスの心臓』、1989年10月、カッパ・ノベルス、ISBN 4-334-02839-X
- 文庫本：『ブルータスの心臓-完全犯罪殺人リレー』、1993年8月、光文社文庫、ISBN 4-334-71739-X
- 文庫新装版：『ブルータスの心臓』、2020年9月20日[1]、光文社文庫、ISBN 978-4-334-79085-1

## テレビドラマ
2011年6月17日、フジテレビジョン系列の「金曜プレステージ」において、「東野圭吾3週連続スペシャル」の第2弾として放映された。視聴率16.1%。

### キャスト
- 末永拓也：藤原竜也
- 雨宮康子（拓也の愛人）：内山理名
- 仁科敏樹（MM重工業社長）：風間杜夫
- 宗方伸一（MM重工業航空機開発部・敏樹の長女の夫）：鶴見辰吾
- 仁科直樹：袴田吉彦
- 仁科星子（敏樹の次女・拓也の玉の輿のターゲット）：芦名星
- 中森弓絵（MM重工業開発企画室）：加藤あい
- 橋本敦司：大倉孝二
- 佐山総一（警視庁捜査1課刑事）：近藤芳正
- 酒井悟郎（MM重工業工場実験部作業員・弓絵の幼馴染）：高橋努
- 新堂（警視庁捜査1課刑事）：音尾琢真
- 高島勇二（弓絵の婚約者・2年前に死亡）：忍成修吾
- 河田（タクシー運転手）：佐藤正宏
- 課長：杉崎真宏
- 拓也の亡き父：岡本光太郎
- 田所：佐野泰臣
- 君沢ユウキ
- 拓也の亡き母：後藤祐里
- その他：気谷ゆみか、明石香織、坂木彩夏、市川孝樹、有浦奈津子、小川智弘、大内田真也、鶴森久大、三根由美子、小山颯、菰淵賢

### スタッフ
- 脚本：ひかわかよ
- 演出：入江悠
- 技術協力：バスク
- 美術協力：フジアール
- 殺陣：大道寺俊典
- 企画統括：立松嗣章
- チーフプロデューサー：小池秀樹
- 企画：鹿内植
- プロデュース：森川真行
- 製作協力：ファインエンターテイメント
- 製作著作：フジテレビジョン